# مارک فیشر (تئوریسین)
مارک فیشر (به انگلیسی: Mark Fisher) همچنین شهرت‌یافته به کِی-پانک (۱۱ ژوئیه ۱۹۶۸ – ۱۳ ژانویه ۲۰۱۷) نویسنده، ناقد و نظریه‌پرداز فرهنگی و معلم بریتانیایی بود که در کالج ویژه گلداسمیت در دانشگاه لندن مستقر بود.

فیشر، ابتدا برای وبلاگ‌نویسی خود به عنوان کِی-پانک در اوایل دهه ۲۰۰۰ تحسین شد و به خاطر نوشته‌های او در زمینه سیاست‌های رادیکال، موسیقی و فرهنگ عامه شناخته شده بود.

## مرگ
او در ۱۳ ژانویه ۲۰۱۷، در سن ۴۸ سالگی، کمی قبل از انتشار آخرین کتاب خود، درگذشت. فیشر در زمان مرگ گفته بود که در حال نگارش یک کتاب جدید با عنوان «اسید کمونیسم»، است که قسمتی از آن به عنوان بخشی از یک مجموعه در وبلاگ کِی-پانک مارک فیشر منتشر شده‌است.